# باشگاه فوتبال آتلانتیکو
باشگاه فوتبال آتلانتیکو یک تیم فوتبال حرفه‌ای از جمهوری دومینیکن است که در پوئرتو پلاتا، در سال ۲۰۱۵ تأسیس شده است. این تیم در لیگ فوتبال دومینیکن بازی میکند.